# Historiografia do Japão

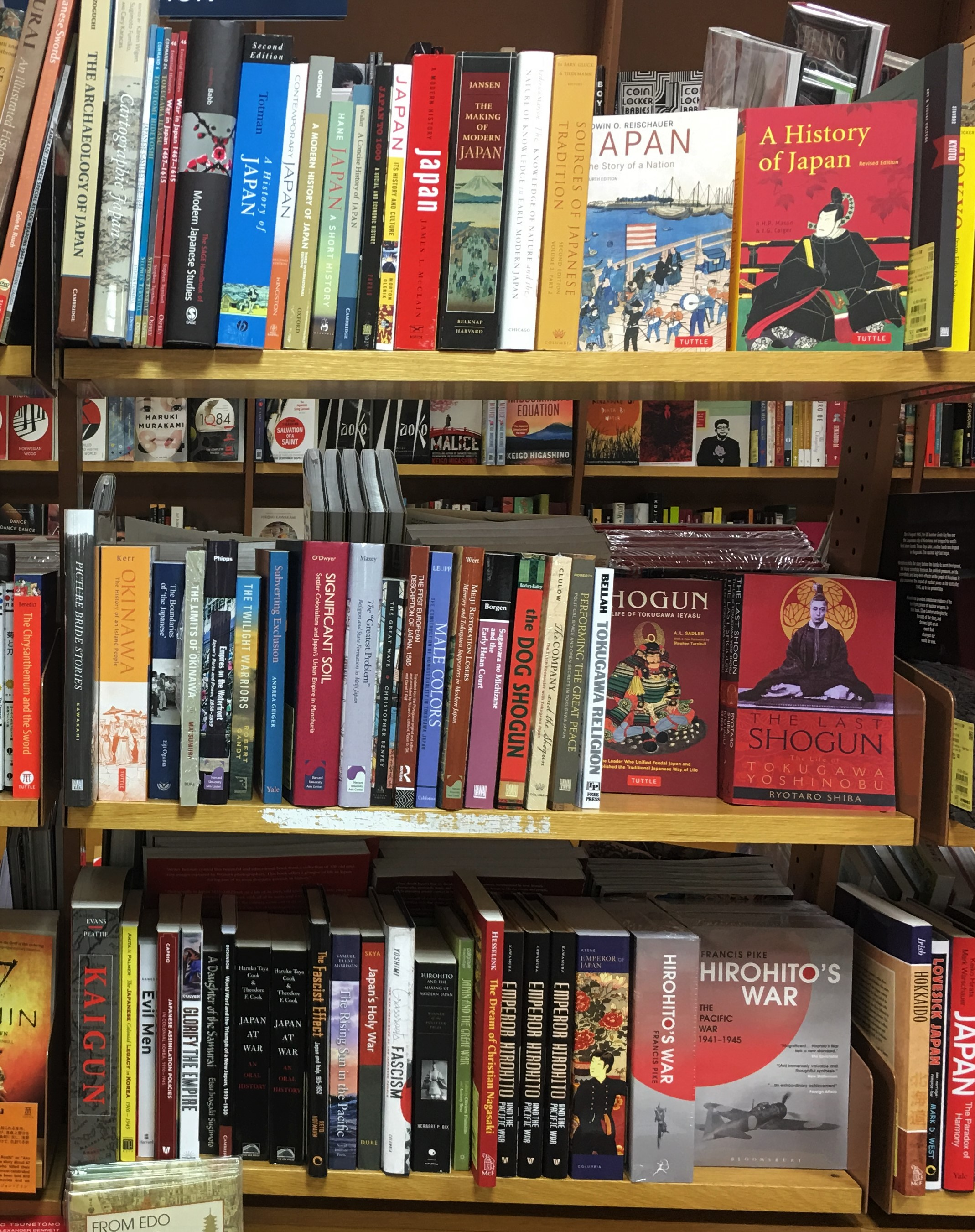
Estante de livros em inglês sobre a história do Japão numa livraria em Tóquio

A historiografia do Japão (日本史学史, Nihon shigakushi) é o estudo dos métodos e hipóteses feitas no estudo e na escrita da história do Japão.
A primeira produção escrita sobre a história do Japão é atribuída ao Príncipe Shōtoku, que teria composto o Tennōki e o Kokki em 620. No entanto, o primeiro trabalho de história conhecido, o Kojiki, data de 712, seguido em 720 pelo Nihon shoki. Essas duas obras formam a base da história japonesa, em grande parte mítica, que também servirá para a formação da mitologia xintoísta. Inspiradas na historiografia chinesa, essa obras foram escritas com o apoio do Estado japonês. O Nihon shoki é complementado por cinco outras obras publicadas entre 797 e 901, conhecidas colectivamente como Seis Histórias Nacionais (Rikkokushi).
O período que se estende a partir do século IX até ao século XVI é marcado pelo abandono da tradição chinesa para a escrita da história e do apoio do Estado japonês. Nesse período são escritos diversos contos históricos (Rekishi monogatari) e contos de guerras (Gunki monogatari) de grande popularidade, tais como Quatro espelhos (Shikyō), escrito entre os séculos XI e XIV, e o Heike monogatari (1371). Esses relatos históricos são complementados por outras formas artísticas, como o teatro Noh ou o emaki. No início do período Edo, a preeminência de escolas neoconfucionistas, como o Hayashi e a escola de Mito, marcou uma nova metodologia histórica, que era muito crítica a obras como o Kojiki, mas que, contudo, mantinha os alicerces da teoria do mandato do céu. Em meados do século XVIII observa-se o retorno da escola nativista (Kokugaku), de inspiração xintoísta. Liderada pelas obras de Motoori Norinaga, ela opõe-se aos neoconfucionistas ao procurar demonstrar a veracidade da mitologia xintoísta, em particular a existência da Era dos Deuses e dos primeiros imperadores.
A partir do final do século XVIII, houve a abertura da historiografia japonesa às práticas historiográficas ocidentais. O Rangaku, traduções de obras europeias realizadas em meados do século XIX, e o contato direto com a historiografia alemã, via Ludwig Riess em 1887, trouxeram novas ferramentas analíticas para as várias escolas históricas japonesas da época. Enquanto se instala o Império do Japão, os historiadores questionam, arriscando as suas liberdades académicas, os mitos nacionais que serviam como fundamento ideológico do novo regime. As ideias marxistas, presentes desde a década de 1920 e renovadas pela obra de Hisao Ōtsuka, ganharam novo fôlego após a Segunda Guerra Mundial. A partir da década de 1970, houve uma notável diversificação dos temas de pesquisa, acompanhada pelo ressurgimento de abordagens conservadoras e até mesmo nacionalistas.

## Início da historiografia japonesa na Idade Média

### Das primeiras crónicas aoNihon Shoki

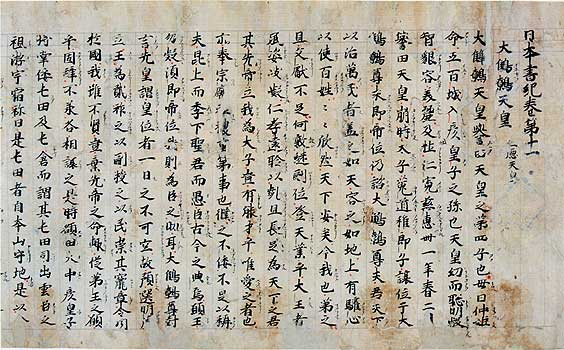
O Nihon shoki de 720: um dos primeiros textos sobre a história do Japão

No século VIII aparecem as primeiras crónicas que visam dar conta da história do Japão. O Kojiki e o Nihon shoki, publicados em 712 e 720, tomam como modelos textos chineses semelhantes, numa época em que o mundo chinês influenciava fortemente o país. O trabalho de redacção dessas obras segue um decreto de 681 do Imperador Tenmu que visa fixar uma versão estável do que aparece no Teiki e no Honji (cuja existência agora é considerada hipotética), obras com várias versões contraditórias, as quais parecem estar em circulação na época. Compilados por altos funcionários da administração imperial, o Kojiki e o Nihon shoki dão ênfase aos reinados de vários imperadores e procuram legitimar as suas acções; acima de tudo, são relatos de factos. O surgimento desse tipo de publicação é possibilitado pelo fortalecimento de uma administração centralizada dentro de um Estado forte.
Os autores do Kojiki, publicado em 712, remontam a primeira obra desse tipo a 620, quando o príncipe Shōtoku teria escrito as primeiras obras históricas: o Tennōki e o Kokki. A existência dessas obras também permanece hipotética, mesmo que os historiadores actuais rastreiem a escrita dos primeiros escritos históricos até meados do século VII. Se a forma desses escritos é desconhecida, é provável que sejam cópias das crónicas chinesas da época com uma parcela de influências coreanas devido ao seu trânsito pelo reino de Baekje. Destinado principalmente para uso interno em tribunais, o Kojiki é escrito numa mistura de chinês clássico e leitura fonética de sinogramas. Tomando como modelo o Império Chinês, ele retrata o território do Japão como historicamente extenso, com reivindicações territoriais até ao reino coreano de Baekje. O Japão é apresentado como um país soberano, e a China não é mencionada uma única vez. Os escritos focam-se na história da linhagem imperial e na genealogia das grandes famílias da corte.
O Nihon shoki desvia-se da forma inaugurada pelo Kojiki. Escrito inteiramente em chinês clássico, foi projectado para ser apresentado a enviados estrangeiros. Ao contrário do seu antecessor, dá pouco espaço à mitologia da criação do país, e os escritos chineses (como o livro de Wei e o livro de Jin) e coreanos são amplamente citados. A cronologia introduzida pelas crónicas do reino de Baekje serve como uma moldura em torno da qual a história japonesa é tecida, e as ligações também são feitas com a cronologia chinesa. A noção chinesa de mandato celestial também é reutilizada, mas desviando-se dela para legitimar toda a linhagem imperial japonesa. O Nihon shoki também afasta-se do modelo chinês ao incluir, como o Kojiki, um grande número de poemas.

### As Seis Histórias Nacionais
O Nihon shoki torna-se então a base para outras obras do mesmo tipo. A partir de 718, o código Yōrō exigia que o ministério central escrevesse uma história nacional. Outras crónicas históricas são publicadas durante o século seguinte: o Shoku Nihongi em 797, o Nihon Kōki em 840, o Shoku Nihon Kōki em 869, o Nihon Montoku Tennō Jitsuroku em 871, e o Nihon Sandai Jitsuroku em 901. Com o Nihon shoki de 720, eles formam as Seis Histórias Nacionais, ou Rikkokushi. No entanto, a partir do século XI, o período Heian é marcado por um enfraquecimento do estado e este tipo de grande crónica é abandonada. A sua forma mais tarde serviu de inspiração durante o período Edo, quando os xoguns procuraram legitimar os seus poderes ao ter obras históricas semelhantes escritas.
A escrita do primeiro sucessor do Nihon shoki foi iniciada por volta de 760 por Fujiwara no Nakamaro, mas o trabalho foi interrompido várias vezes antes da sua publicação em 797. A morte do seu iniciador durante a rebelião de Fujiwara no Nakamaro em 764 suspendeu o projecto. Os trinta volumes já esboçados foram, no entanto, criticados na época por se focarem muito em factos anedóticos e por ignorar certos eventos importantes. O projecto seria reiniciado pelo Imperador Kōnin mas o trabalho permaneceria em forma de rascunho. Mais tarde dois editais de 794 e 797 permitem retomar e então finalizar o projecto. Os quarenta volumes de Shoku Nihongi cobrem o período de 697 a 791. O trabalho final distingue-se pelo uso de novas fontes, como registos de templos budistas ou contas de receitas fiscais. Como o Kojiki, ele foi escrito num idioma baseado no chinês clássico e no uso fonético de sinogramas. O Shoku Nihongi também descreve certos aspectos da sociedade da época. Como o modelo das crónicas chinesas, o peso da poesia é bastante reduzido.
A redacção do Nihon Kōki foi iniciada pelo Imperador Saga em 819, mas o projecto seria rapidamente interrompido pela morte de vários dos seus coordenadores. Foi finalmente em 840 que o projecto foi concluído com os seus quarenta volumes, trabalhados entre 792 a 833. As biografias das principais figuras da Corte Imperial de Quioto são, pela primeira vez, incluídas no momento da sua morte. Os próximos três livros, o Shoku Nihon Kōki, o Nihon Montoku Tennō Jitsuroku e o Nihon Sandai Jitsuroku são escritos seguindo os códigos estabelecidos pelos livros anteriores, mas com foco em durações mais curtas: o Shoku Nihon Kōki e o Nihon Montoku Tennō Jitsuroku cobrem apenas um reinado. Sempre na busca de uma aproximação para com os seus modelos chineses, passam a incluir referências a desastres naturais. No entanto, o seu interesse pela corte diminui. O clã Fujiwara, que domina a corte, ostenta o seu poder noutros tipos de escrita, como os Rekishi monogatari. A linhagem imperial fica suficientemente legitimada por vários documentos históricos e não precisa mais de encomendar este tipo de trabalho para afirmar a sua autoridade; o encerramento em 969 do escritório responsável pela redacção do restante dessas obras, o Shin Kokushi, marca o fim deste estilo.

### O tempo das narrativas históricas do século IX
Uma nova forma de documentos que afirmam dar conta de factos históricos apareceu no século XI e durou até ao século XVI. Ela foi inspirada pela literatura da corte, como Genji Monogatari, então em voga entre a nobreza japonesa. Rompendo com as crónicas do período anterior, esses textos optam por uma abordagem mais subjectiva, focando-se na narração para interessar o leitor, deixando inclusive de serem escritos em chinês clássico, passando para japonês. Há um maior foco e interesse em figuras históricas, especialmente no estilo de Gunki monogatari, ou em contos de guerras.
A primeira dessas histórias, Eiga monogatari, está na linha do Rikkokushi, pois começa em 887, onde termina o Nihon Sandai Jitsuroku. No entanto, contém muitos erros de datas (cerca de 20% daquelas apresentadas são falsas), e possui muitas invenções ou fabricações. Quatro obras conhecidas sob o nome colectivo de Quatro espelhos são escritas após este primeiro Monogatari. Tirando a imagem do espelho histórico usado pela historiadora chinesa Sima Qian no século II, eles ouvem uma história contada através da vida de figuras importantes e usam um narrador. Novamente, o foco está na vida da corte em Quioto. Os três primeiros foram escritos entre 1119 e 1195 e o quarto é posterior (1368 ou 1376), cobrindo a vida na corte em Quioto durante o período Kamakura.
Pelo seu estilo os Gunki monogatari, ou contos de guerras, são destinados a serem recitados por monges errantes. O primeiro deles é o Hōgen monogatari, que trata da rebelião Hōgen de 1156. Este trabalho é seguido pelo Heiji monogatari que descreve a rebelião Heiji de 1159-1160. Enquanto o primeiro permanece na descrição dos eventos, o segundo destila princípios de boa governação, inspirando-se nas teorias confucionistas na tentativa de explicar os eventos. A obra mais importante desse tipo, o Heike monogatari, cobre os vinte anos em que os Minamoto opuseram-se aos Taira. Amplamente influenciado por temas budistas, permanece, entretanto, limitado na sua análise política.
Entre essas publicações, duas delas visam dar conta da história do Japão como um todo e propor uma interpretação dela. O Gukanshō e o Jinnō Shōtōki, publicados em 1220 e 1339, oferecem uma leitura budista (o primeiro) e uma leitura xintoísta (o segundo) da história nacional. Este último também postula que o Japão é um país superior aos outros, eleito pelos deuses, o que tem uma influência duradoura na historiografia, política e nacionalismo japoneses.

### Diversificação das formas no final da Idade Média
Durante os últimos séculos da Idade Média japonesa, o período Muromachi, o Gunki monogatari ainda constitui uma parte importante dos relatos históricos produzidos. O país foi então afectado por muitos conflitos bélicos internos (os períodos Nanboku-chō, Sengoku e Azuchi-Momoyama), o que explica a popularidade deste tipo de produção. O Ōninki, que cobre a guerra de Ōnin, é um dos maiores representantes desse estilo na época. Dois outros exemplos notáveis do género aparecem no início do século XVII, o Shincho Kōki e o Taikōki, que se concentram nas biografias de duas grandes figuras do período Azuchi-Momoyama no final século XVI, Oda Nobunaga para o primeiro e Toyotomi Hideyoshi para o segundo.
A história diplomática fez a sua estreia no Japão em 1470 com a publicação por Zuikei Shuho de Zenrin Kokuhōki, composto por três volumes que traçam a natureza do comércio internacional entre o Japão, a China e a Coreia, ao mesmo tempo que reproduz vários documentos diplomáticos.
A corte imperial também está na origem da produção de algumas obras históricas. Ichijō Kanera publica, por exemplo, o Kuji Kongen, que traça os principais eventos que afectam esta parte da sociedade. Tomando os ciclos lunares como referência, fornece detalhes sobre a origem e o desenvolvimento desses factos. Ele também publica o Nihon Shoki Sanso, que é um comentário sobre o Nihon Shoki, um sinal de que esta última obra faz parte das leituras dos nobres da corte da época. O trabalho de um sacerdote xintoísta, Yoshida Kanetomo, também é notável; ele combina três calendários estrangeiros com o calendário japonês.
A criação do teatro Noh pela publicação de Fūshi kaden por Zeami em 1406 renova a forma das produções históricas da época. A estrutura narrativa envolve os mortos, que contam aos vivos sobre eventos passados. O mundo espiritual é então descrito através de explicações históricas, estabelecendo assim a ligação entre os dois mundos; esta forma permanece popular até ao século XVII e ao surgimento do Kabuki.

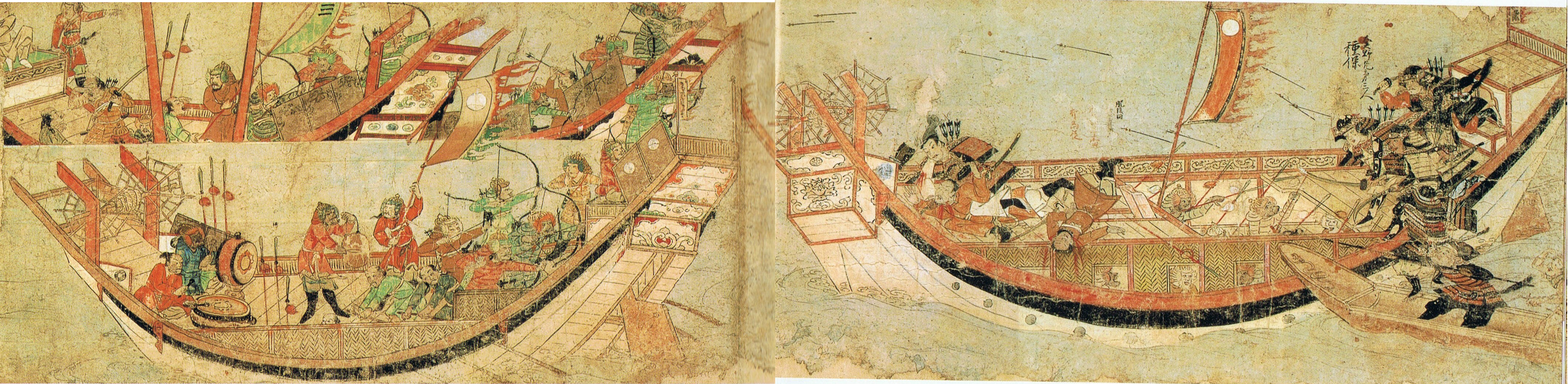
Os pergaminhos ilustrados das invasões mongóis: um emaki do século XIII que retrata as duas tentativas de invasão do país pelos mongóis ao mesmo tempo

Os pergaminhos ilustrados, ou emaki, também são uma das principais formas de narração histórica que floresceu na época. Se os primeiros exemplos dessa forma apareceram nos séculos anteriores, o final do século XIV vê uma proliferação da sua produção. Eles são usados, por exemplo, para descrever as origens da fundação de um templo, ou para contar eventos mais importantes, como guerras.

## Profissionalização na Idade Moderna
Durante o período Edo vários avanços permitiram uma renovação dos estudos históricos. Um período de paz de vários séculos permitiu estabilidade política e, portanto, condições de trabalho mais favoráveis ao trabalho dos historiadores. O xogunato Tokugawa, como regimes anteriores, incentivou o desenvolvimento de publicações a fim de estabelecer a sua legitimidade. Além disso a introdução via Coreia, no século XVI, de impressão tipográfica permite que muitas cópias de documentos antigos sejam produzidas e disseminadas.

### Domínio de pensadores neoconfucionistas a partir do século XVII

#### O Hayashi e a escrita deHonchō Tsugan
O período Edo começa com dois sistemas tradicionais de pensamento parcialmente desqualificados. O xintoísmo, que há séculos tem servido para legitimar o poder imperial, parece desactualizado para enfrentar a nova sociedade dominada pela figura do shogun. Os exércitos de soldados monges budistas foram derrotados pelas tropas de Tokugawa Ieyasu durante a unificação do país no final do século XV, e a sua derrota também parece moral; foi ao mesmo tempo que o neoconfucionismo foi introduzido no país a partir da China e ofereceu aos pensadores da época novas ferramentas intelectuais.

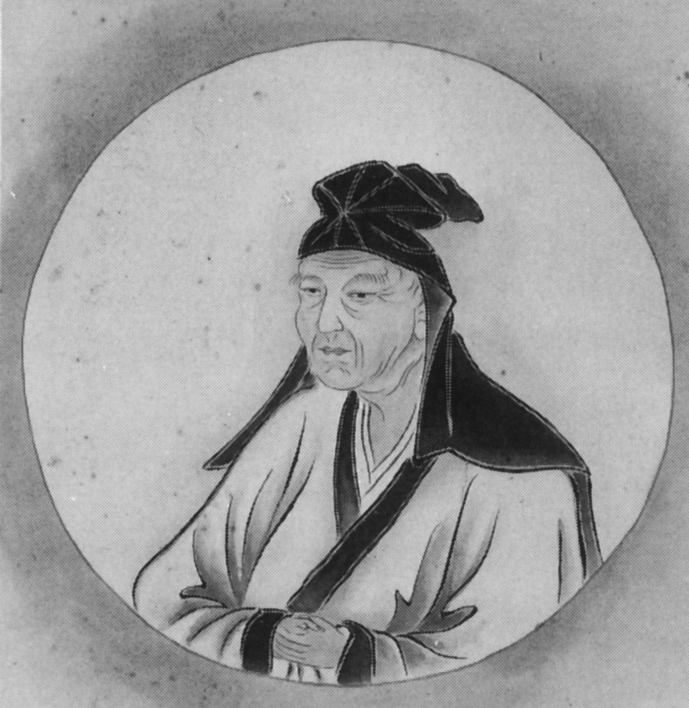
Hayashi Razan, um dos primeiros representantes da escola neoconfucionista

As obras de Hayashi Razan são inspiradas por este novo sistema de pensamento. Treinado na escola do budismo, criticou-a desde muito cedo e tornou-se num estudante de Fujiwara Seika, uma figura do neoconfuncionismo da época. Ele começou a trabalhar no Honchō Tsugan em 1644 a pedido do shogun Tokugawa Iemitsu. O seu trabalho estende-se até ao reinado do imperador Uda em 897, quando Razan morreu em 1657. No mesmo ano, o seu manuscrito foi destruído durante o grande incêndio de Meireki. O seu filho Hayashi Gahō continuou o seu trabalho a pedido do shogun Tokugawa Ietsuna e completou-o em 1670. Ao pegar "emprestada" a forma do Espelho de Ajuda na Governança do historiador chinês do século XI Sima Guang, retoma as imagens do bom e do mau soberano recompensado ou punido pelos céus. Ele também oferece um relato imparcial do período Nanboku-chō, dando a cada linha de pretendentes ao trono imperial uma cobertura equilibrada. No entanto, o livro não evita algumas armadilhas. Cruzando as informações contidas no Rikkokushi com as presentes no último Livro de Han, Hayashi Razan identifica vários erros cronológicos que atribui ao livro chinês, e propõe correcções. Ele ignora o papel do Príncipe Shōtoku no assassinato do Imperador Sushun em 592, um ponto muito criticado pelo seu contemporâneo Kumazawa Banzan. Finalmente, a sua apresentação da revolta Jōkyū de 1221 é uma leitura clássica, e o trabalho de pesquisa e crítica das fontes não parece ter sido feito pelo seu filho.

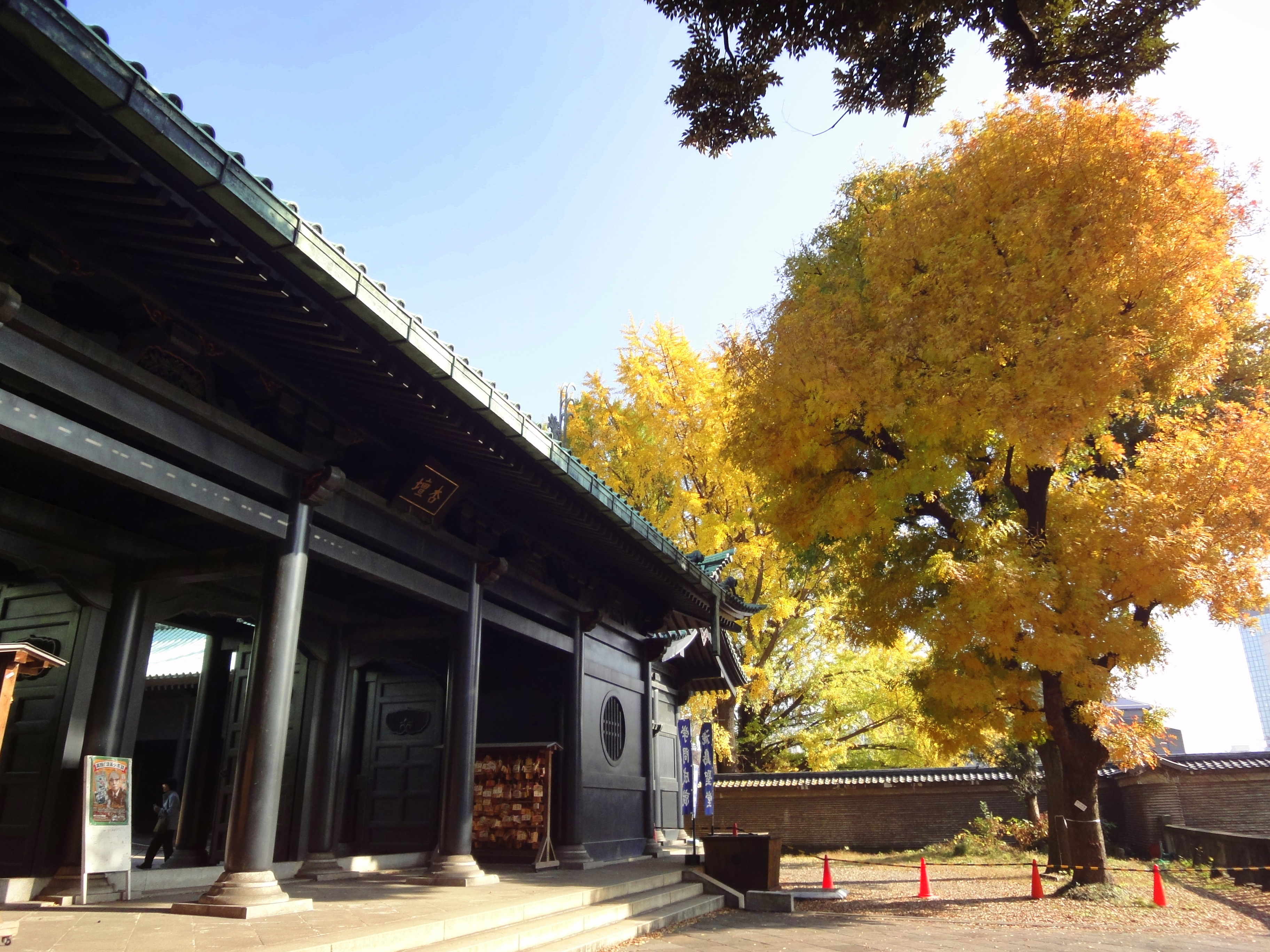
O local oficial de escrita da história no Período Edo

Hayashi Razan também é muito crítico em relação às histórias sobre a Era dos Deuses. Num ensaio independente de Honchō Tsugan, ele questiona a origem divina do Imperador Jimmu e retoma uma teoria já formulada na época, tornando Taibo de Wu no verdadeiro Jimmu. Ele, portanto, nega o carácter divino da linha imperial, atribuindo-lhe uma origem humana.
A publicação de Honchō Tsugan por Hayashi Gahō a partir do trabalho iniciado pelo seu pai Hayashi Razan forneceu ao novo regime o primeiro trabalho para legitimar o seu poder. A instituição neoconfucionista privada de Hayashi Razan que está na origem deste trabalho, a Shōheizaka Gakumonjo, torna-se numa escola oficial do shogunato e a sua organização é revista. A Shōheizaka Gakumonjo publica as compilações históricas oficiais do regime até à queda deste em 1868, e disfruta de uma relativa independência relativamente ao poder político, sendo este incapaz de intervir no seu trabalho. Projectos de longo prazo podem ser realizados, mas, na verdade, as suas publicações continuam a legitimar o poder do shogun.

#### Escola de Mito eDai Nihonshi
Dai Nihonshi, de Tokugawa Mitsukuni, é a primeira obra sobre a história japonesa a copiar fielmente modelos chineses do género. Ele opta por uma abordagem temática, ou Kidentai, partindo do estilo dos anais e supera os seus modelos em certos pontos, particularmente no tratamento das fontes; estas não são apenas citadas sistematicamente, mas também é feita uma crítica das mesmas para estimar a sua fiabilidade. A primeira parte foi publicada em 1720, e as publicações duraram até 1906. Escrito em kanbun, destaca-se pela sua lealdade muito marcada à família imperial, enquanto o seu director vem da família de um shogun.

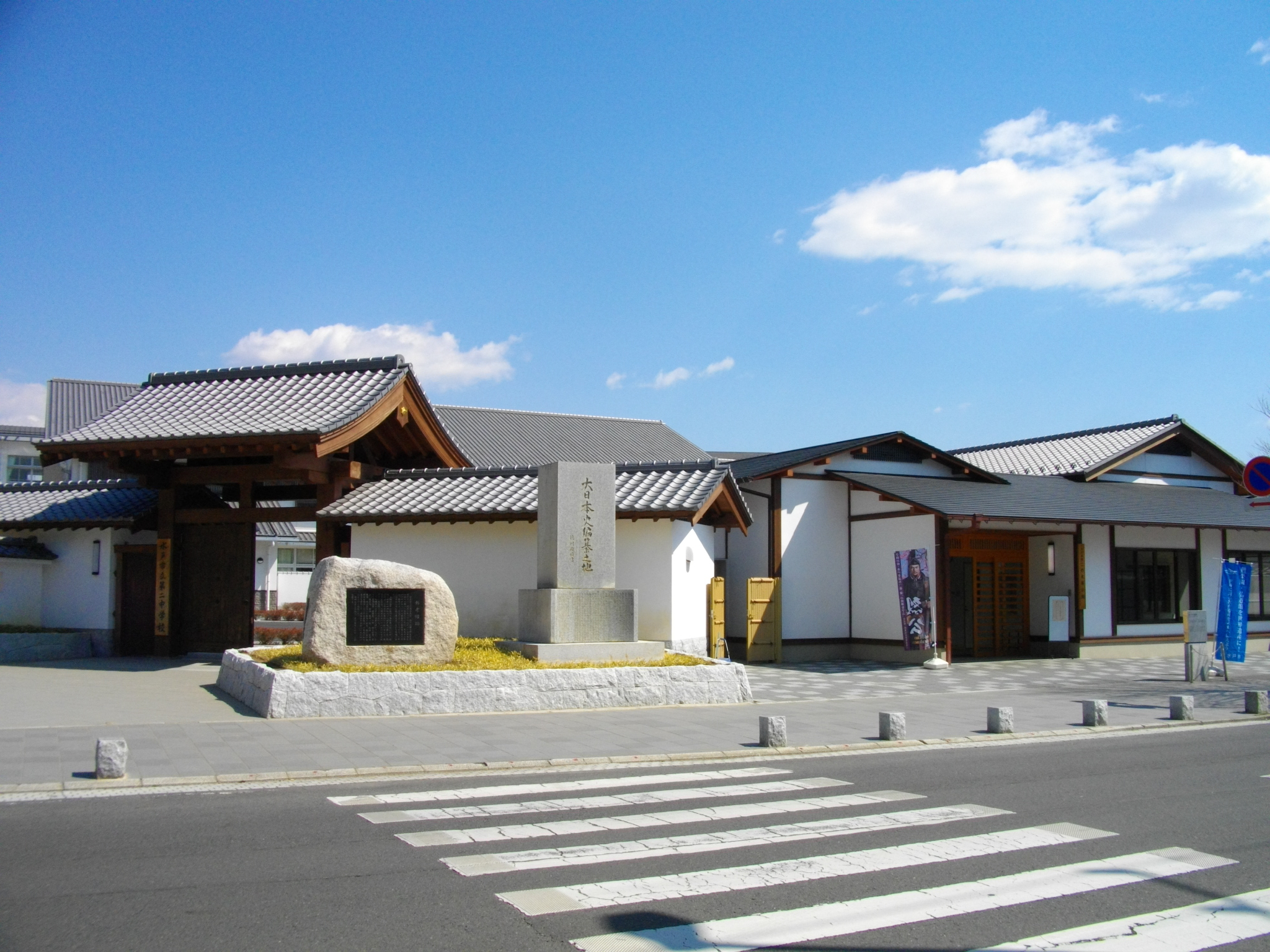
Shōkōkan, onde o trabalho no Dai Nihonshi começou em 1657

Este trabalho foi possibilitado pela criação do Shōkōkan em 1657, um verdadeiro departamento de coordenação dos trabalhos de pesquisa para a elaboração do Dai Nihonshi, no qual foram mobilizadas entre vinte a trinta pessoas. O trabalho realizado por essas pessoas dentro da Escola de Mito varia desde a colecta e cópia de documentos no terreno (principalmente entre 1676 e 1693) até à autenticação de textos. A importância e a qualidade desse trabalho não tiveram semelhante no país até ao estabelecimento do Instituto Historiográfico na Universidade de Tóquio em 1869. O orçamento operacional consome até um terço do orçamento da propriedade de Mito, e o trabalho atrai estudiosos de todo o país.
A redacção do livro foi iniciada em 1657 por Tokugawa Mitsukuni, que visa inicialmente produzir sobre o tema da história do Japão um trabalho comparável ao realizado pelo historiador chinês Sima Qian no seu Shiji. A lealdade à casa imperial só aparece mais tarde nas suas preocupações. Se o neoconfucionismo guia os trabalhos iniciais, as influências de Ogyū Sorai e depois de Kokugaku separam gradualmente o Dai Nihonshi dos seus modelos chineses. As avaliações e críticas ao reinado dos imperadores são, assim, inicialmente redigidas e a seguir retiradas da obra final.
Três pontos de interpretação histórica são tratados em particular pelos historiadores desta escola. Jingū, cujo estatuto não é claro no Nihon Shoki, é removido da lista de imperadores e rebaixado ao posto de regente; Kōbun, derrotado pelo imperador Tenmu na Guerra Jinshin em 672, foi restaurado ao posto de imperador legítimo; finalmente, ao contrário de Honchō Tsugan, a Corte do Sul do período Nanboku-chō é legitimada, e a sua rival, a Corte do Norte, é qualificada como usurpadora.
No entanto, três grandes problemas podem ser identificados no trabalho desta escola. A descrição clássica dos reinados dos imperadores Nintoku e Buretsu, cujos relatos tradicionais são uma repetição do tema do bom governante e do mau governante face ao domínio do mandato do céu, não são identificados como fabricações históricas e são retomados sem crítica. A cobertura da revolta Jōkyū de 1221 também é problemática, especialmente na forma como o Clã Hōjō é descrito. Por fim, o tratamento da Era dos Deuses é o resultado de um compromisso entre a visão política de Tokugawa Mitsukuni e o trabalho histórico dos pesquisadores da escola de Mito. Apesar de ir contra a opinião dos estudiosos desta escola, a genealogia divina do Imperador Jimmu é indicada no livro. O período mítico denominado Era dos Deuses está, portanto, ligado à história, mas ocupa apenas uma página das 3399 da obra.

#### Os confucionistas enfrentam a questão da Era dos Deuses
Arai Hakuseki foi apresentado ao neoconfucionismo por Kinoshita Jun'an e trabalhou como conselheiro do shogun Tokugawa Ienobu a partir de 1694. Ele ganhou reconhecimento como historiador com a publicação de Tokushi Yoron em 1712 e Koshitsū em 1716. Embora subscrevendo à tradição neoconfucionista, atribuindo uma explicação celestial às acções terrestres, ele destaca-se por ser o primeiro historiador a questionar completamente a santidade da Era dos Deuses. Ele opta por uma abordagem próxima ao evemerismo e postula que os seres divinos a que se referem os relatos antigos são na realidade humanos. Através do uso da linguística ele sugere, por exemplo, identificar Takama-ga-hara, a residência dos deuses Shintō, com uma planície localizada na província de Hitachi. Em escritos posteriores de Tokushi Yoron, data-se o III século como o estabelecimento da linha imperial japonesa. Ele indica, com base na descoberta de sinos anteriores a essa época, que o país já era povoado por seres humanos.

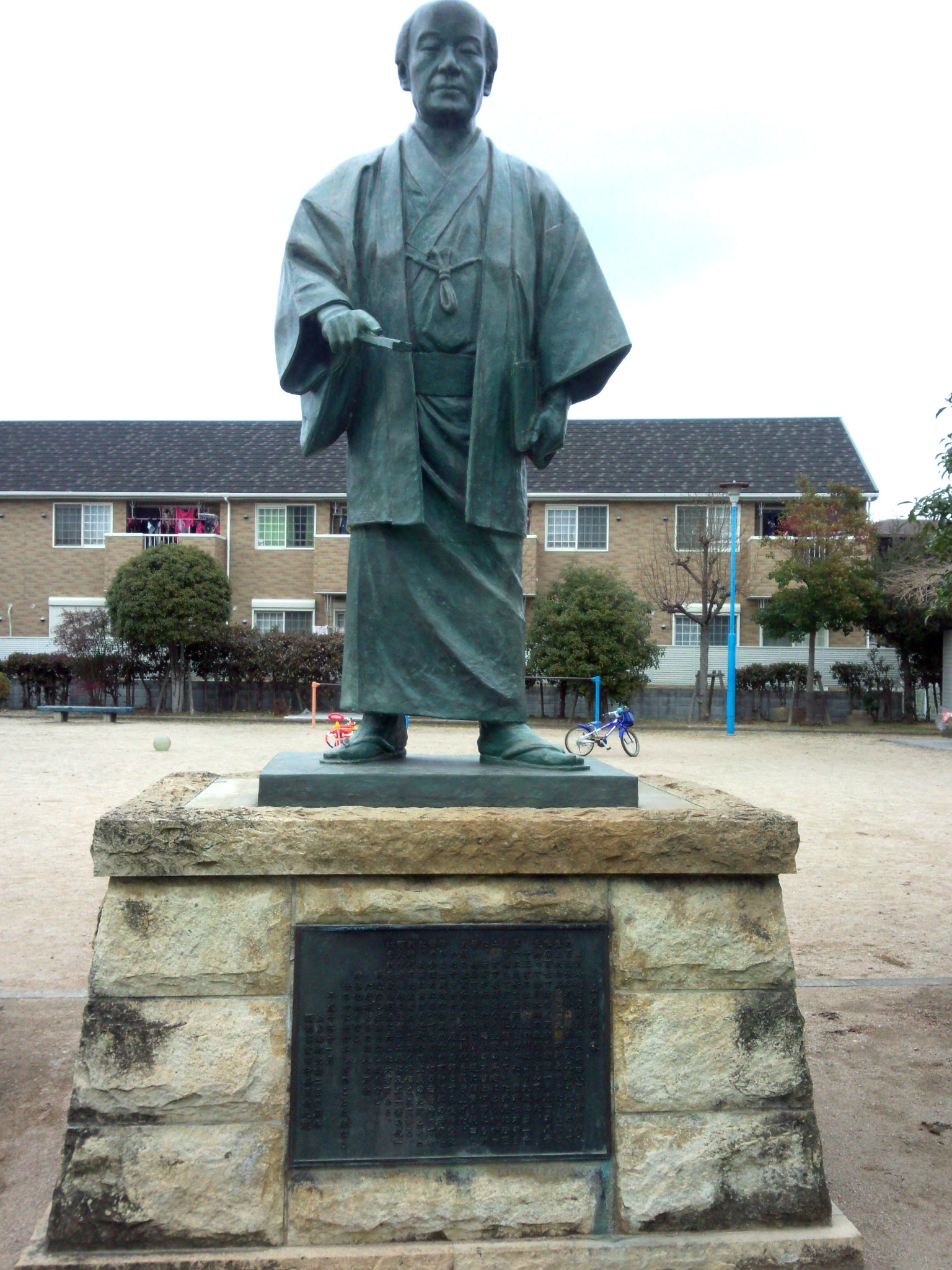
Yamagata Bantō: instruído em ciência ocidental (segunda metade do século), questiona a veracidade da Era dos Deuses

Yamagata Bantō vem da escola Kaitokudō, em Osaka, onde segue uma formação neoconfucionista juntamente com uma instrução em ciência ocidental. Ele aprende, em particular, astronomia e geografia. A partir do início do século XIX ele usa o seu conhecimento da ciência ocidental para criticar os mitos da Era dos Deuses. Em Yume no Shiro ele ataca a historiografia tradicional e rejeita a explicação da Era dos Deuses como um todo, sem procurar dar uma explicação como Arai Hakuseki, e prossegue com uma crítica dos relatos tradicionais, identificando as suas inconsistências cronológicas. Yamagata Bantō também ataca as figuras de proa dos estudos nativistas, ou Kokugaku, como Motoori Norinaga, bem como a teoria de Taibo de Wu do verdadeiro Jimmu. Apesar de os seus trabalhos terem feito eco durante a sua vida, eles mais tarde ainda influenciaram os de Tsuda Sōkichi.
O processo de crítica da Era dos Deuses por uma abordagem racionalista conhece uma forma de culminação sob a mão de Date Chihiro. Ele escreveu Taisei Santenō em 1848, mas a publicação não ocorreu até 1873, limitando a sua influência na historiografia da época. Embora um discípulo do pensador dos nativistas, Motoori Norinaga rejeita a sua visão dogmática da história por uma abordagem mais racional. O seu Taisei Santenō ignora a Era dos Deuses e propõe uma nova divisão da cronologia histórica. Ele inova ao usar narrativas tradicionais para pintar um retrato da sociedade japonesa em diferentes momentos. Ele descreve uma época de clãs do reinado do imperador Jimmu ao século VII, durante o qual esses grupos detêm um poder regional, hereditário e independente do poder imperial. Ela seria então seguida por outra era em que o poder real voltou à linhagem imperial; este ponto é marcado pela decisão da Imperatriz Suiko de criar cargos na corte e, em seguida, pelo estabelecimento da constituição dos 17 artigos pelo Príncipe Shōtoku em 604. Esse período termina, segundo ele, em 1185, quando Minamoto no Yoritomo impõe o primeiro bakufu a Kamakura.
A escola de pensamento neoconfucionista experimentou um período de eclipse em meados da segunda metade do século XIX em que os sistemas de pensamento ocidentais ganhavam influência no país. No entanto, voltou a aparecer na década de 1890, quando foi encontrada uma forma de complementaridade entre os dois sistemas.

### Diversificação do final da era Edo

#### A renovação dos estudos nativistas em meados do século XVIII
No final do período Edo (1603-1868) uma escola japonesa, Kokugaku, procurou libertar-se da influência dos sistemas de pensamento confucionista e budista voltando à tradição xintoísta. Questionando leituras anteriores da história e o que é "realmente" japonês, fornece então uma visão histórica que serve de base para a fundação da ideologia do regime imperial da era Meiji (1868-1912) e também para as teses nacionalistas que floresceram no início do século XX. No entanto, a influência das obras chinesas neoconfucionistas do mesmo período permanece perceptível, em particular no cuidado com a colecta e revisão das fontes.

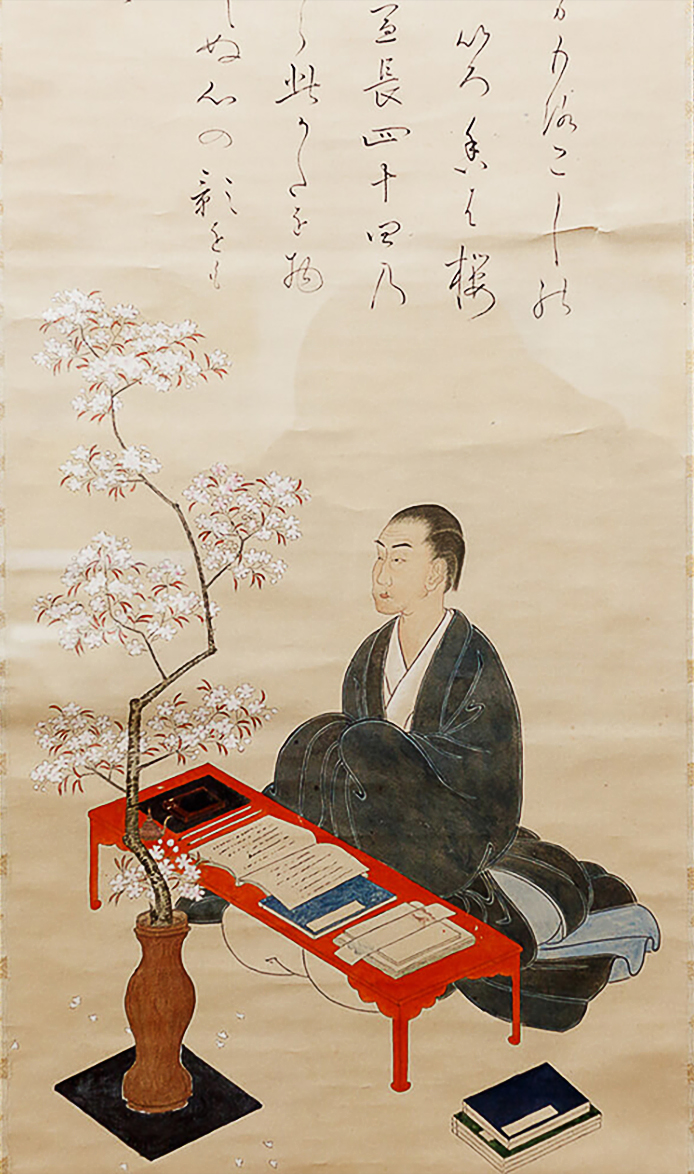
Motoori Norinaga: uma das figuras dos estudos nativistas ou Kokugaku do final do século XVIII

As primeiras figuras do movimento surgem em meados do século XVII. Keichū, um monge budista, concentra o seu trabalho na poesia e na filologia japonesas e é seguido por filólogos como Kada no Azumamaro e Kamo no Mabuchi. É um discípulo deste último, Motoori Norinaga, que permite ao Kokugaku competir com as escolas de pensamento neoconfucionistas. Ele publicou em 1798 um livro de comentários sobre o Kojiki, o Kojiki Den, no qual tornou o livro original acessível ao leitor da época, escrito numa linguagem que o tornava legível para os seus contemporâneos. Nos seus escritos ele insiste na veracidade da Era dos Deuses e regularmente ataca as obras dos neoconfucionistas; ele ataca em particular as publicações de Tō Keikan, neoconfucionista e defensor da tese da origem chinesa de Jimmu. O seu conhecimento profundo dos textos permite-lhe desacreditar os seus oponentes e, assim, estabelecer a reputação do Kokugaku.
Esta escola de pensamento continuou a ganhar influência no início do século XIX. Enquanto a presença de navios ocidentais em águas japonesas se torna cada vez mais frequente, a invocação dos valores ancestrais do país torna-se cada vez mais forte, momento em que a soberania nacional parece estar ameaçada. Aizawa Seishisai, pensador nacionalista japonês da escola de Mito, faz assim em Shinron em 1825 uma descrição dos supostos valores da deusa Amaterasu e do que ela teria transmitido ao povo japonês, ao mesmo tempo vinculando a Era dos Deuses na história nacional. Na década de 1850 as referências à historiografia tradicional tornaram-se comuns no discurso político.

#### Hanawa Hokiichi e a questão dos arquivos do final do século XVIII
A conservação de documentos tem-se desenvolvido no Japão desde a Idade Média, podendo ser escritos em vários tipos de suporte (papel, madeira, seda, entre outros). Famílias como os Reizei acumularam, ao longo dos séculos, vastas colecções privadas de dezenas de milhares de documentos. A questão da colecta e preservação desses documentos surge regularmente durante o xogunato Tokugawa, e várias iniciativas são lançadas para garantir a sustentabilidade dessas obras. Em 1793, por exemplo, o monge budista Hanawa Hokiichi obteve o apoio do shogun para abrir um instituto de estudos japoneses que se tornou um ramo da Shōheizaka Gakumonjo responsável por colectar e publicar documentos relacionados à história e ao direito japonês. Cego e dotado de uma memória descrita como impressionante pelos seus contemporâneos, ele enfrentou a tarefa de organizar uma categorização dos documentos em 25 categorias.
O resultado deste trabalho de arquivamento foi então publicado em várias etapas. Hanawa Hokiichi desenvolve uma metodologia de duas etapas, com o objectivo de primeiro descrever um evento e depois documentá-lo. O Gunsho Ruijū, que reúne esta obra, foi publicado pela primeira vez em 1819, reunindo 1270 documentos divididos em 530 volumes. Uma segunda série foi publicada em 1822 após a sua morte e reuniu 2103 documentos em 1150 volumes. Desta forma, cobriu-se um período desde as origens do Japão até ao século XVII.

#### Reacções à chegada da ciência ocidental no início do século XIX
Com a entrada dos ocidentais no país a partir de 1854, as escolas de pensamento do país foram confrontadas com uma ciência que as ultrapassava em vários níveis. Após um período de eclipse de várias décadas, essas escolas revisam gradualmente os seus conceitos fundamentais e as suas metodologias, assimilando de várias maneiras as contribuições do Ocidente.
Os neoconfucionistas são desafiados pelo descrédito que a ciência lança sobre a sua cosmogonia; o conceito de mandato do céu, por exemplo, é questionado. A ideia de uma causalidade divina é abandonada sem dificuldade pelos estudiosos desta escola, especialmente a partir do momento em que a "ciência nova" não põe em causa o resto do seu trabalho, e em particular os seus métodos de trabalho; pelo contrário, eles são reforçados pelo método científico. Além disso, um movimento conhecido como Escola de Evidência, ou kōshōgaku, tinha chegado da China no início do século XIX e já havia começado a fazer com que os neoconfucionistas abandonassem a sua visão moral da história, ainda antes de a influência europeia se manifestar no Japão.
Em sentido contrário, a corrente Kokugaku é enfraquecida por este confronto. O elemento central do seu sistema de pensamento, ou seja, a autenticidade da Era dos Deuses, está em desacordo com a ciência ocidental. O etnocentrismo que postula que o Japão é o único país fundado por deuses não se encaixa bem com o que os ocidentais mostram aos japoneses. Ao contrário da cosmogonia neoconfucionista, o Shinto não pode ser abandonado sem questionar a base do kokugaku. No entanto Hirata Atsutane, autoproclamado discípulo de Motoori Norinaga, tenta encontrar soluções; ele tenta encontrar correspondências entre a metafísica cristã e xintoísta, mas sem conseguir convencer os seus contemporâneos. Ele também afirma ter descoberto inscrições que datam da época dos deuses, mas esta descoberta faz pouco eco e, mais tarde, acaba mesmo por ser classificada como forjada.

#### Literatura histórica para o público em geral
A primeira metade do século XIX viu a popularização de obras narrativas baseadas na história do Japão, contudo de qualidade desigual. Até ao final do século, a linha entre o trabalho académico e o popular por vezes era ténue. O Nihon Gaishi foi publicado em 1827 por Rai San'yō e tornou-se num best-seller; é então assunto de muitos comentários e até mesmo usado como livro. Frequentemente tomando liberdade para com os fatos, o seu autor desliza regularmente em comentários pessoais. O tom é claramente favorável ao imperador, o que torna o livro uma referência para activistas políticos que buscam no final do século derrubar o shogun. Como tal, o livro foi banido em vários domínios feudais até à era Meiji.
Alguns publicitários fazem nome ao escrever histórias para o público em geral. Fukuzawa Yukichi, Taguchi Ukichi, Tokutomi Sohō e Yamaji Aizan estão entre os mais populares desse século. Essas histórias históricas inspiram peças e os contadores de histórias públicos transmitem as narrativas entre a população.

## Império do Japão

### A influência limitada dos liberais na segunda metade do século XIX

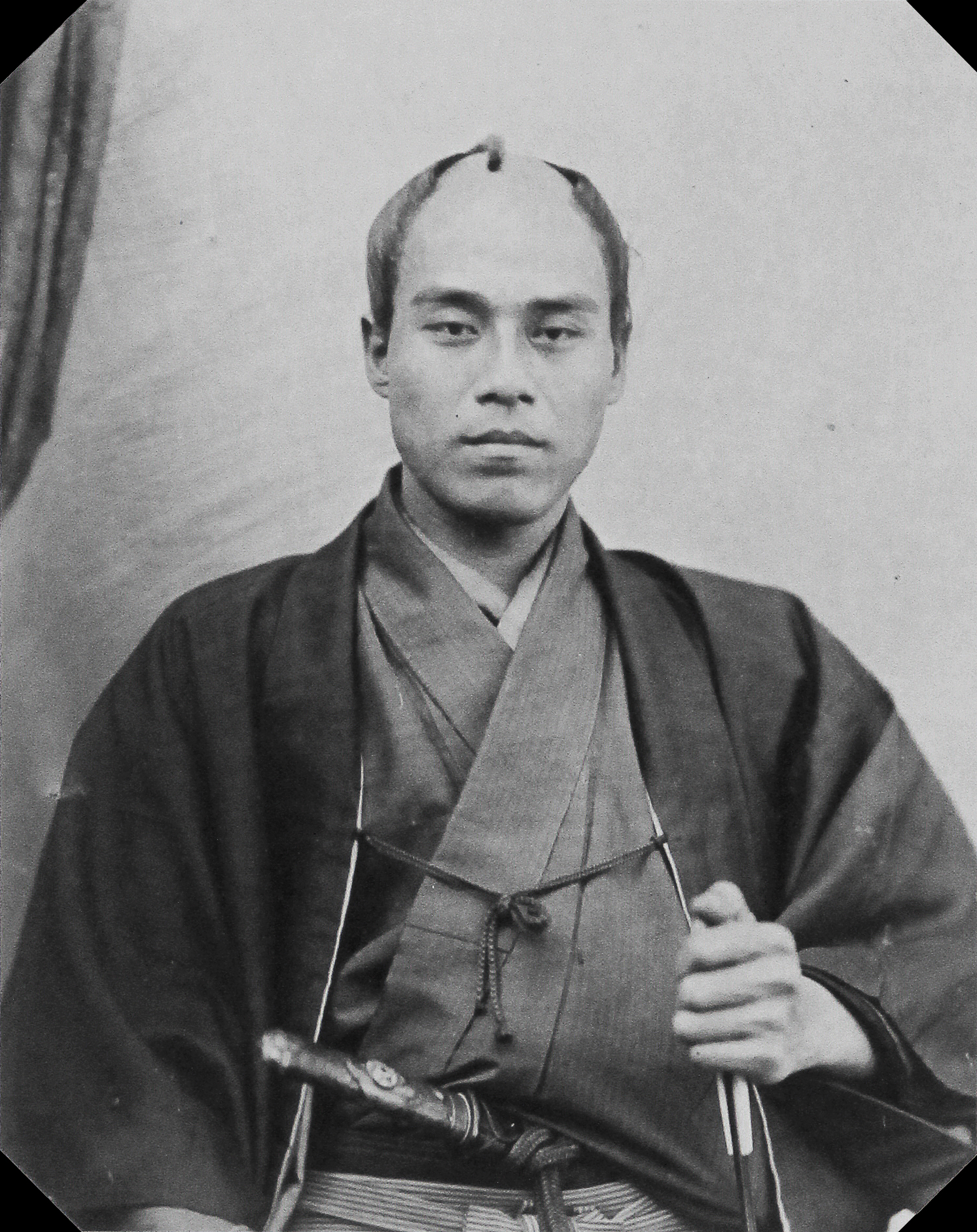
Fukuzawa Yukichi, uma das figuras da corrente Bunmei-kaika

Na década de 1870 os autores liberais, também qualificados como autores "iluminados" ou Bunmei, como Fukuzawa Yukichi ou Taguchi Ukichi, começam a ganhar influência no país. Se não abordam directamente a História, os seus escritos procuram explicar a evolução desta como sendo a transição de um estado de barbárie para um estado de civilização. As ideias do Iluminismo influenciaram este grupo, que teve acesso às mesmas graças às traduções que começaram a surgir no Japão na mesma década ou antes durante a sua estadia na Europa.
Fukuzawa Yukichi publicou em 1874 o seu ensaio Bunmeiron no Gairyaku, no qual buscava situar a história do Japão num processo de progresso civilizacional. Ele inspira-se no trabalho de historiadores franceses como História da Civilização na Europa de François Guizot ou na inglesa História da Civilização na Inglaterra de Henry Thomas Buckle para esclarecer a sua noção de civilização. Já Tokutomi Sohō, enquanto trabalhava na mesma noção de civilização, foi inspirado na obra do filósofo inglês Herbert Spencer, assim como Taguchi Ukichi quando publicou Nihon Kaika Shōshi em 1877. No entanto, nenhum desses dois autores escreve uma história do Japão usando essas ideias. Foi só na década de 1890 que Miyake Yonekichi e Naka Michiyo publicaram o seu trabalho sobre o tema.
Em última análise, esses pensadores liberais têm apenas uma influência muito limitada. Não sendo historiadores por formação nos seus primeiros dias, eles permaneceram essencialmente fora do campo académico. Além de Fukuzawa Yukichi, que lecciona na sua escola (a futura Universidade Keiō), nenhum deles tinha acesso às esferas académicas da época. A suas ideias pró-democracia, no entanto, abriram as portas para uma editora como Minyūsha, onde ensaístas como Yamaji Aizan, Tokutomi Sohō e Takekoshi Yosaburō divulgaram as suas teorias ao público em geral.

### As primeiras obras do Instituto Histórico e os seus limites no final do século XIX
Tal como os regimes anteriores, o governo Meiji procura usar a história para estabelecer a sua legitimidade. A partir de abril de 1869 o imperador publica um rescrito no qual indica a sua intenção de publicar uma obra no estilo das Seis Histórias Nacionais. Para o efeito foi criado um instituto histórico no mesmo ano; a maioria dos historiadores que ali trabalham vêm da tradição neoconfucionista e, em vários casos, participaram no derrube do regime anterior por serem politicamente activos.

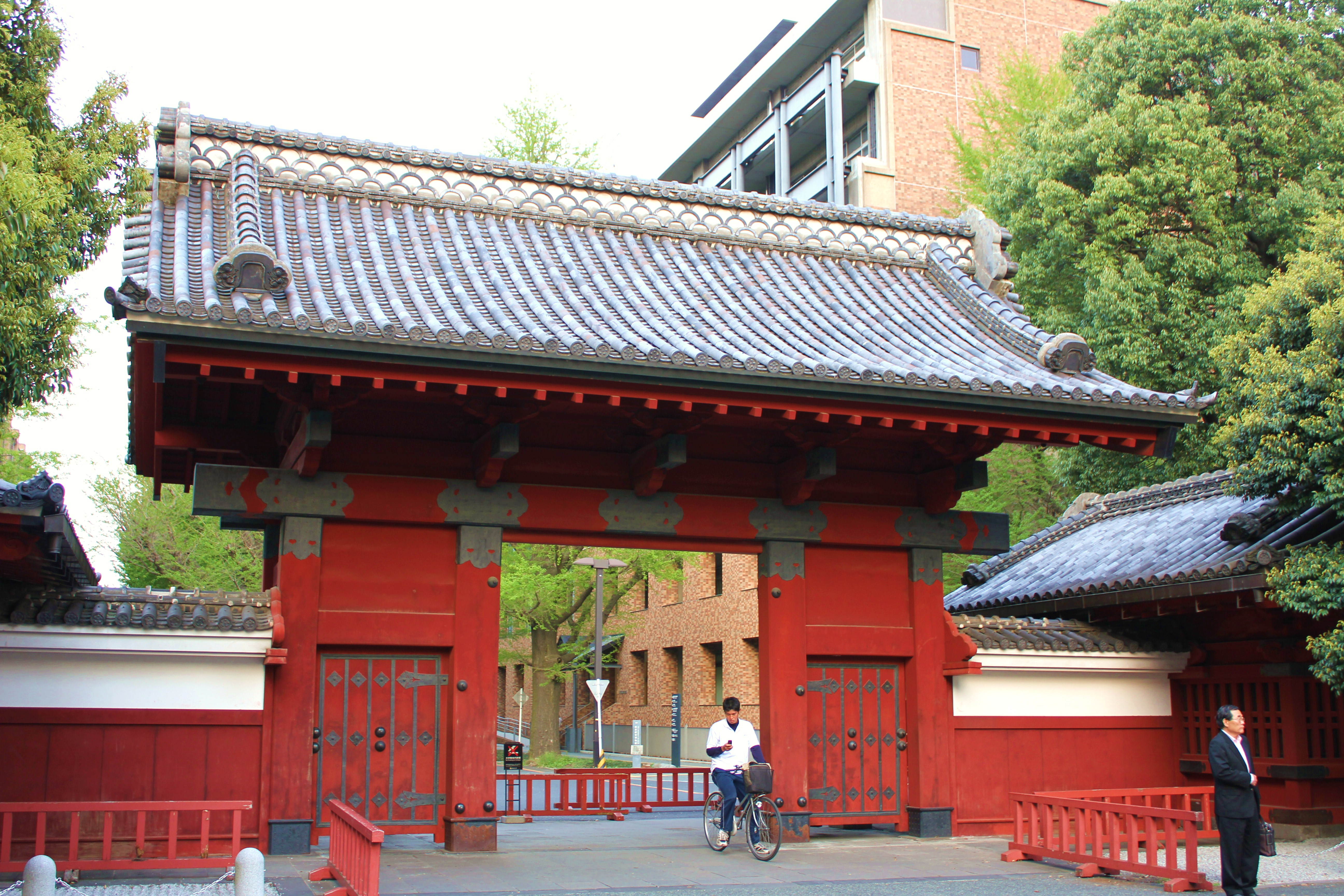
O instituto histórico foi integrado na Universidade de Tóquio em 1888, a principal instituição de ensino superior do país na época

Durante a década de 1870 o instituto histórico pouco fez para escrever uma obra da história nacional. A maior parte do trabalho é direccionada à colecta de fontes escritas. O instituto aproveitou a partida de Suematsu Kenchō para a Europa em 1878 para confiá-lo com uma missão de estudo sobre os métodos britânicos e franceses de escrever história, mas o seu relatório não foi usado pelo instituto após o seu retorno. O funcionamento da estrutura estava orientado para o de uma agência estatal, com base nas tradições historiográficas japonesas e chinesas.
O funcionamento do instituto evoluiu quando foi integrado na Universidade de Tóquio em 1888. Nesta altura os historiadores Kume Kunitake, Hoshino Hisashi e Shigeno Yasutsugu trabalhavam no departamento de história da universidade, dirigindo o trabalho da estrutura; eles beneficiam da ajuda e da influência significativa de Ludwig Riess, que os apresentou à historiografia alemã. Este deixou o Japão em 1903, mas os alunos que ajudou a formar já leccionavam nas principais universidades do país e, posteriormente, no próprio instituto histórico.

### O início da história económica sob a influência do marxismo na década de 1920
A rápida industrialização vivida pelo Japão no final da era Meiji está na origem do interesse pelo estudo dos fenómenos económicos, a começar pela sua história. Influenciados pela teoria das etapas de desenvolvimento económico da historiografia alemã, alguns historiadores japoneses tentam confrontar a história económica japonesa com esse modelo e, portanto, através de comparação, situar a história japonesa numa perspectiva mundial. Tokuzō Fukuda da Universidade de Quioto e Ginzo Uchida da Universidade de Tóquio são os pioneiros nessa área. O primeiro, que estudou na Alemanha com Karl Bücher e Lujo Brentano, que continua influenciado pela escola alemã, esforça-se principalmente por mostrar os pontos comuns entre o desenvolvimento económico desses dois países. Uchida ministrou o primeiro curso de história económica em 1899 na Universidade de Tóquio.
A partir da Primeira Guerra Mundial, essa corrente ganhou importância. O aumento do comércio com países estrangeiros abriu um novo campo de estudo e a observação de determinadas revoltas abriram um aspecto social para esses estudos (especialmente após a Revolução Russa de 1917). Um processo de institucionalização afectaria essa disciplina na década de 1930. A Sociedade de História Económica e Social foi criada em 1930, a Sociedade de Pesquisa de Ciência Histórica foi criada em 1932 e o Centro de Pesquisa de História Económica Japonesa foi inaugurado em 1933.

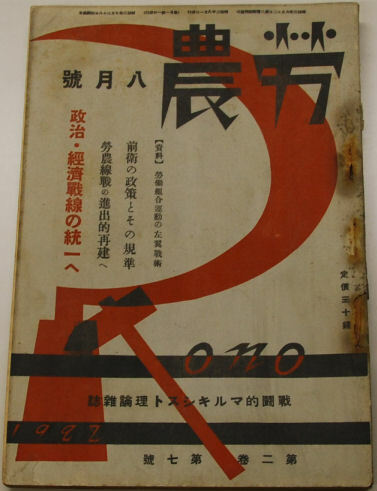
O grupo Rōnō publicou a revista de mesmo nome em 1927

A introdução do marxismo no final da década de 1920 mudou a abordagem da história económica do país, e o contexto da Grande Depressão proporcionou um terreno fértil para o seu desenvolvimento. As ideias de Karl Marx e dos seus seguidores fornecem novas ferramentas metodológicas e abrem novas perspectivas para a análise da infraestrutura produtiva do país. Os defensores dessa abordagem estão divididos quanto à leitura da restauração Meiji e o seu lugar no desenvolvimento do capitalismo japonês. O primeiro grupo, Kōza, vê no regime Meiji apenas uma evolução do absolutismo, baseado numa economia semifeudal ainda arcaica, enquanto o segundo grupo, Rōnō, vê isso como uma revolução burguesa e, portanto, coloca o Japão numa dinâmica comparável ao que outros países desenvolvidos estão a vivenciar. Um dos grandes representantes da primeira tendência é o historiador Moritarō Yamada, que publicou em 1932 uma análise oficial do capitalismo japonês da época. Se o militarismo japonês que prevaleceu na década de 1930 expôs esses historiadores a uma repressão significativa, alguns continuaram as suas pesquisas em períodos menos expostos politicamente, como a Antiguidade e a Idade Média, e lançaram as bases para pesquisas sobre as consequências da guerra.

### Ascensão das teses nacionalistas
Os círculos conservadores e nacionalistas que dominaram a vida política japonesa a partir da década de 1880 opuseram-se cada vez mais a outras escolas historiográficas, e eles próprios estruturam os seus pensamentos.

#### Ataques políticos contra escolas concorrentes

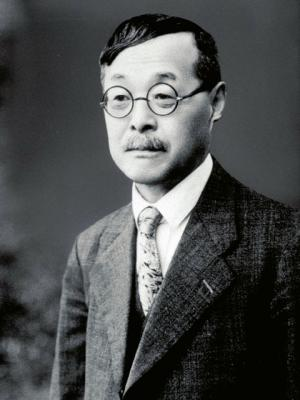
Tsuda Sōkichi: preso em 1942 pelos seus escritos históricos

A obra de Kume Kunitake e Shigeno Yasutsugu purga os mitos sobre os fundadores do país, bem como de certas figuras heróicas, enquanto o regime depende delas para fazer valer a sua legitimidade. Na década de 1890 a polémica foi exacerbada, enquanto os oponentes desses historiadores ganhavam influência. Shigeno ganha o apelido "Obliterador" enquanto questiona toda ou parte da existência de Kusunoki Masashige e Kojima Takanori, duas figuras do período Nanboku-chō conhecidas pela sua lealdade à linha de imperadores considerados legítimos pelo regime. Kume Kunitake viu-se no centro de uma controvérsia académica em 1892 quando disse num jornal que o xintoísmo, a religião do estado, "é apenas uma crença religiosa desactualizada"; no mesmo ano ele renunciou ao seu cargo na universidade.
O Estado intervém directamente no ensino de história, determinando a leitura que deve ser feita dela. Em 1891 ele indica que o objectivo do ensino de história nacional na escola primária é encorajar o patriotismo e explicar o que torna o Japão tão único. Ele também intervém em controvérsias entre historiadores. Em 1911, por ocasião da publicação de um livro escolar sobre o período Nanboku-chō, um rescrito imperial opõe-se ao trabalho universitário e fixa os elementos da história oficial por si só. Historiadores marxistas também foram alvos dos militares na década de 1930. Em 1936, representantes do grupo Kōza foram presos e, em 1937-1938, apoiantes do grupo Rōnō foram colocados sob vigilância. Finalmente, outro caso estourou em 1942, quando Tsuda Sōkichi foi preso. O seu trabalho sobre o Japão antigo havia questionado alguns dos fundamentos históricos do regime.
De forma mais ampla, o país passou por uma onda de assassinatos políticos durante as décadas de 1920-1930, e a maioria dos académicos procurou evitar qualquer controvérsia relacionada à política, o que resultou numa forma de autocensura. A partir de meados da década de 1920 esse movimento foi perceptível entre os historiadores das universidades imperiais. Paradoxalmente, as principais disputas sobre a Era dos Deuses partem de professores de faculdades de direito, quando questionam os fundamentos do sistema político japonês.

#### Estruturação e popularização de teses nacionalistas

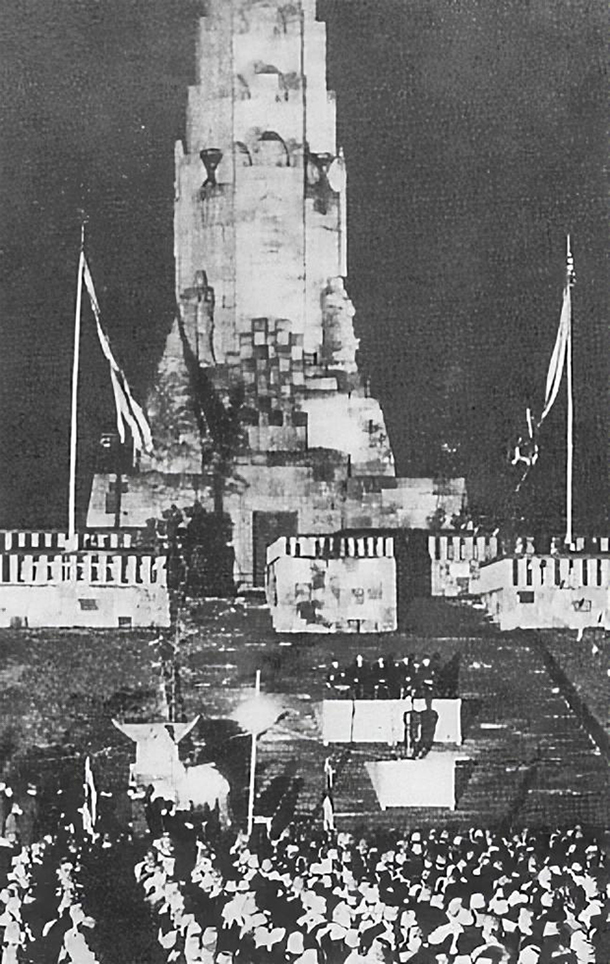
A história oficial do regime, de inspiração nacionalista, ganha destaque em 1940, quando o regime comemora os 2600 anos da mítica fundação da linha imperial

Os historiadores nacionalistas também estruturaram os seus pensamentos; em torno da figura de Hiraizumi Kiyoshi, professor de história da Universidade de Tóquio em 1935, desenvolve-se a ideia da visão histórica do Japão Imperial. A ideia assenta na origem divina do poder imperial e afirma que um poder superior como o Japão deve estender-se além das suas fronteiras. Essa ideia serviu de base para o poder militarista a partir de meados dos anos 1930 e foi usada para justificar o expansionismo japonês.
Estruturas são postas em prática para promover o trabalho e divulgação dessas teses. O Centro de Pesquisa da Cultura Espiritual Japonesa foi estabelecido em 1932, e uma das suas secções foca-se na história. Nesta área, é notável o trabalho de Nishida Naojirō, um historiador da Universidade de Quioto que se converteu às ideias nacionalistas durante o Incidente de Takigawa de 1932. O Ministério da Educação também é utilizado para disseminar essas ideias e, em 1937, foram distribuídos cerca de 300 mil exemplares de Kokutai no Hongi, obra em que tanto a ancestralidade divina do imperador quanto a veracidade da Era dos Deuses são afirmadas. A mídia de extrema direita como Genri Nippon, do polémico Minoda Muneki, também serve como um retransmissor para a propagação de visões nacionalistas.
Um evento em particular deu grande repercussão às teses nacionalistas no público em geral. A data da ascensão de Jimmu ao trono como o primeiro imperador do Japão, tradicionalmente definida como 660 a. C., fazia com que no ano de 1940 se pudesse celebrar o 2600º aniversário da criação do império japonês. Enquanto dez diferentes prefeituras reivindicam o local de nascimento deste imperador mítico, o governo japonês tomou a iniciativa em 1935 de estabelecer um lugar único. Uma comissão de académicos formada por historiadores foi criada em 1937 com o objectivo de levar o seu parecer académico ao plano governamental. Embora o consenso académico da época rejeite esse mito, os principais historiadores participam no projecto. Depois de explorar obras e relatos antigos, eles finalmente concordam em designar, como local de nascimento do fundador do Império do Japão, uma cidade desenvolvida em torno do santuário Kashihara, ao sul da antiga capital imperial Nara, na prefeitura com o mesmo nome. Durante as comemorações de 1940, no entanto, os historiadores estiveram ausentes. As muitas monografias publicadas na época são obra de historiadores amadores ou de discípulos de académicos pouco familiarizados com os avanços historiográficos.

## Pesquisa histórica desde o pós-guerra

### Renovação pós-guerra
Uma escola comparativa, fundada pelo historiador Hisao Ōtsuka, domina o campo da história económica do pós-guerra no Japão. Inicialmente influenciada pelo grupo Kōza do pré-guerra, ela posteriormente integrou o trabalho do economista alemão Max Weber. As comparações que faz mostram semelhanças com a história económica do Reino Unido. Ōtsuka estava particularmente interessado no trabalho de Henri Sée e George Unwin na indústria rural pré-capitalista, enquanto outra figura da escola, Kohachirō Takahashi, focou-se no trabalho de Marc Bloch e Lucien Febvre nas sociedades agrárias do Antigo Regime na França. Como resultado, eles são levados a comparar eventos como a Revolução Francesa de 1789 e a Restauração Meiji de 1868, e os seus respectivos papeis no desenvolvimento da economia dos seus países. Os seus estudos foram realizados durante a Segunda Guerra Mundial, o que lançou as bases para a pesquisa na história económica do pós-guerra.
A liberalização do sistema educacional japonês, realizada durante a ocupação do Japão em 1945, permite que os pesquisadores conduzam as suas pesquisas sem os problemas de censura do período anterior. A escola Ōtsuka ocupa uma posição central no trabalho de pesquisa histórica, e a história económica passa por um período de ouro: é ensinada na maioria das faculdades de ciências humanas, mas também em faculdades de administração. Com o reforço dos historiadores marxistas do grupo Kōza, uma sociedade de história agrária foi fundada em 1948 e as suas pesquisas concentraram-se durante uma década na transição entre os modelos feudal e capitalista na história agrária do país.
Essa escola passou a ser alvo de críticas de historiadores positivistas, principalmente a partir de 1955. Eles acusam-na de idealizar modelos europeus e de deturpar certos factos para que correspondam a determinados modelos. A partir de 1946 a sociedade de história económica e social reuniu as críticas desses oponentes e publicou-as na sua resenha de 1848. Além disso, a rápida modernização do país após a guerra contradiz pelos factos algumas das teorias da escola Ōtsuka, e dentro dela aparecem até críticas relativas à sua metodologia.
Dos anos 1960 a 1975, duas outras tendências se afirmaram; a pesquisa volta-se para o período de industrialização do país, e a história dos negócios liberta-se da história económica.

### Diversificação de temas a partir da década de 1970
As metodologias continuaram a evoluir desde os anos 1970. O marxismo e o modernismo foram abandonados por alguns historiadores em prol do estruturalismo. Novos temas de pesquisa foram identificados, como história religiosa, género ou meio ambiente em conexão com a história social, sob a influência da Escola dos Annales. A teoria da modernização, em que os trabalhos pioneiros de Takeo Kuwabara e Shunpei Ueyama favoreceram a introdução, também é adoptada por vários historiadores japoneses, incluindo ex-historiadores marxistas entre os quais Satō Seizaburō.
A história das mulheres também vive um novo dinamismo. Os trabalhos pioneiros de Takamure Itsue e Kiyoshi Inoue publicados por volta de 1948 competem com os do Ocidente da segunda onda feminista. Outros historiadores como Irokawa Daikichi ou Yasumaru Yoshio procuram sair da oposição entre correntes de pensamento consideradas de fora do país e, influenciados pela obra do etnólogo Kunio Yanagita, desenvolvem uma corrente conhecida como história do povo; este último foca-se no quotidiano da população e na evolução dos seus valores.
A pesquisa passou a concentrar-se na primeira metade do século XX, enquanto o trabalho nos períodos Edo e Meiji permanece numericamente muito importante. Além disso, desde o início dos anos 2000, algumas análises históricas foram revistas. A política de isolamento do período Edo é vista como menos absoluta do que se pensava e apresentada como uma forma de protecionismo observável na China durante a mesma época. A história colonial do Japão também é revista, dando-lhe mais espaço na história nacional e mostrando com mais detalhes a sua influência. Finalmente, o papel da doutrina do Pan-Asianismo na guerra sino-japonesa também é reavaliado.

### Ressurgimento de teses nacionalistas desde a década de 1990
A década de 1990 viu o regresso de abordagens conservadoras desafiando o modernismo e defendendo um regresso à cultura nacional tradicional. Essas abordagens tiveram um eco muito limitado no Japão desde 1945, mas o colapso do marxismo à escala mundial no final da década de 1980 deu-lhes uma nova dinâmica. Liderados pelo historiador Nobukatsu Fujioka, os defensores das teses conservadoras argumentam que os estudos disponíveis que tratam dos crimes de guerra japoneses da era Shōwa (1926-1989) minam a dignidade do Japão; eles esforçam-se então para produzir factos mais "equilibrados". A reconstituição do massacre de Nanquim e a questão das mulheres de conforto em particular estão no centro das suas atenções. Apoiados pela mídia conservadora, bem como por professores do ensino médio, eles publicaram um manual escolar no qual apresentam sua visão. Eles também beneficiam do trabalho do mangaka nacionalista Yoshinori Kobayashi. Uma versão preliminar do manual escolar, aprovada pelo ministério da educação japonês em 2001 gerou uma série de incidentes diplomáticos com a China e a Coreia. Já em 1966 o historiador Saburō Ienaga havia iniciado vários processos contra o Ministério da Educação, acusando-o de ter censurado vários factos históricos em livros escolares. Também notável é o trabalho do jornalista Katsuichi Honda.

### Desenvolvimento da historiografia anglo-saxónica
Os trabalhos de pré-história e proto-história do Japão começaram pouco antes da guerra. Robert Karl Reischauer publicou em 1937 uma síntese da pesquisa japonesa, complementada por publicações de George Bailey Sansom em 1958, de John Whitney Hall em 1966 e de Jonathan Edward Kidder em 1983. Os períodos seguintes viram pouco trabalho a ser realizado, enquanto a Idade Média japonesa foi alvo de uma maior popularidade entre os pesquisadores americanos, especialmente após o trabalho de Jeffrey Mass (1974). O trabalho académico no período Edo não começou em força até uma publicação de Hugh Borton em 1938, mas este período do pós-guerra tornou-se um dos mais trabalhados no mundo académico, com a notável excepção no estilo das biografias, que permanecem reduzidas em número. Um viés frequentemente observado é a insistência na natureza fechada do país antes da chegada dos ocidentais, enquanto os historiadores japoneses oferecem uma visão menos extrema. O fim do Shogunato é pouco abordado, e as pesquisas sobre o início da era seguinte chamam mais à atenção. A história diplomática do país, especialmente durante o século XX atraiu muitos autores americanos (Robert Butow, Marius Jansen, Francis Hilary Conroy, entre outros), em particular por causa das relações conflitantes entre os Estados Unidos e o Japão durante este século.
A escrita do que pretende ser a primeira síntese da história do Japão no mundo anglo-saxão começa na década de 1970. O trabalho em The Cambridge History of Japan é coordenado por Marius Jansen e John Whitney Hall e foi publicado de 1988 a 1999. No entanto, a obra é criticada em alguns pontos pelo seu etnocentrismo. A teoria da modernização ocupa um lugar bastante central na obra, e as dinâmicas sociais e culturais que se desenvolvem fora dos centros de poder são esquecidas, enquanto a historiografia anglo-saxónica abriu-se para esses aspectos desde os anos 1970.

#### Historiografia geral
- Axel Schneider et Stefan Tanaka, «The Transformation of History in China and Japan» (em inglês), The Oxford History of Historical Writing : Volume 4: 1800-1945, Oxford University Press, (ISBN 9780198737988), p. 491-519.
- Carol Gluck (novembro de 1978). «The People in History: Recent Trends in Japanese Historiography». The Journal of Asian Studies (em inglês). 38, No. 1 (Nov., 1978), pp.: 25-50
- Daisuke Furuya (janeiro de 2002). «A Historiography in Modern Japan: the laborious quest for identity». Scandia (em inglês). 67: 17. ISSN 0036-5483. Furuya 2002. Cópia arquivada em 24 de julho de 2021
- Isao Hirota (2006). «Grandes tendances de l'historiographie japonaise depuis Meiji». Histoire, économie et société (em francês). 25: 165-179. Hirota 2006
- Jean-Marc Olivier; Christian Galan (2016). Histoire du & au Japon (em francês). França: Éditions Privat. ISBN 978-2-7089-0547-4
- John S. Brownlee (1999). Japanese Historians and the National Myths, 1600-1945 (em inglês). Canadá: University of British Columbia Press. ISBN 978-0-7748-0645-9. Brownlee 1999
- John S. Brownlee (1991). Political Thought in Japanese Historical Writing (em inglês). Canadá: Wilfrid Laurier University Press. ISBN 978-0-88920-997-8. Brownlee 1991
- John R. Bentley, «The Birth and Flowering of Japanese Historiography: From Chronicles to Tales to Historical Interpretation» (em inglês), The Oxford History of Historical Writing : Volume 2: 400-1400, Oxford University Press, (ISBN 9780198737995), p. 58-79.
- Margaret Mehl (1998). History and the State in Nineteenth-Century Japan (em inglês). Reino Unido: Palgrave Macmillan. ISBN 978-0-312-21160-8. Mehl 1998
- Margaret Mehl (2000). «German Influence on Historical Scholarship in Meiji Japan» (PDF). Japanese civilization in the modern world (em inglês). 16: 225-246. Mehl 2000
- Masayuki Sato, «A Social History of Japanese Historical Writing» (em inglês), The Oxford History of Historical Writing : Volume 3: 1400-1800, Oxford University Press, (ISBN 9780198738008), p. 80-102.
- Nagahara Keiji (1984). «Reflections on Recent Trends in Japanese Historiography». The Journal of Japanese Studies (em inglês). 10: 167-183
- Pierre-François Souyri (2010). «L'histoire à l'époque Meiji: enjeux de domination, contrôle du passé, résistances». Ebisu (em francês). 44: 33-47. Souyri 2010
- Sebastian Conrad, «Japanese Historical Writing» (em inglês), The Oxford History of Historical Writing: Volume 5: Historical Writing Since 1945, Oxford University Press, (ISBN 9780198737971), p. 637-658.

#### Historiografia sobre assuntos especializados
- Miho Matsunuma (2011). «Historiographie japonaise de la Première Guerre mondiale». França. Les Cahiers de Framespa (em francês)
- Miho Matsunuma (2013). «Historiographie japonaise de la guerre de 1931 à 1945 : état des recherches jusqu'à nos jours». França. Guerres mondiales et conflits contemporains (em francês). 1: 33-48
- Nathalie Kouamé (2007). «Japon : le « siècle chrétien ». Son historiographie et ses lieux de mémoire». França. Histoire et missions chrétiennes (em francês): 170 - 182
- Andre Schmid (novembro de 2000). «Colonialism and the `Korea Problem' in the Historiography of Modern Japan: A Review Article». The Journal of Asian Studies (em inglês). 59: 951-976
- Jordan Sand (novembro de 2014). «Subaltern Imperialists: The New Historiography of the Japanese Empire». Past & Present (em inglês). 225: 273-288

#### Obras gerais
- Marius B. Jansen (2002). The Making of Modern Japan (em inglês). Reino Unido: Belknap Press. ISBN 978-0-674-00991-2. Jansen 2002
- Helen Hardacre (1998). The Postwar Development of Japanese Studies in the United States (em inglês). Alemanha: Brill. ISBN 978-90-04-10981-0